# Hebrydy
Hebrydy (ang. Hebrides, wym. [ˈhɛbrɨdiːz], lub Western Isles; gael. Innse Gall) – archipelag ok. 500 wysp na Oceanie Atlantyckim, wzdłuż północno-zachodnich wybrzeży Szkocji. Hebrydy należą do Wielkiej Brytanii. Główną miejscowością jest Stornoway. Wyspy zajmują powierzchnię 7555 km², a zamieszkuje je 43,4 tys. osób (2001).

## Geografia
Hebrydy dzielą się na:
- Hebrydy Zewnętrzne (m.in. wyspy Lewis and Harris, North Uist, South Uist i St Kilda)
- Hebrydy Wewnętrzne (m.in. wyspy Skye, Mull, Iona, Islay, Jura).

Pomiędzy nimi jest Morze Hebrydzkie i kanał The Minch. Hebrydy są górzyste, do niemal 1000 m n.p.m. (Sgurr Alasdair 993 m), znajdują się na nich liczne bagna i jeziora.
Na Hebrydach rozwinęło się rybołówstwo, hodowla owiec i bydła, a także drobny przemysł tkacki (tweed).

## Historia

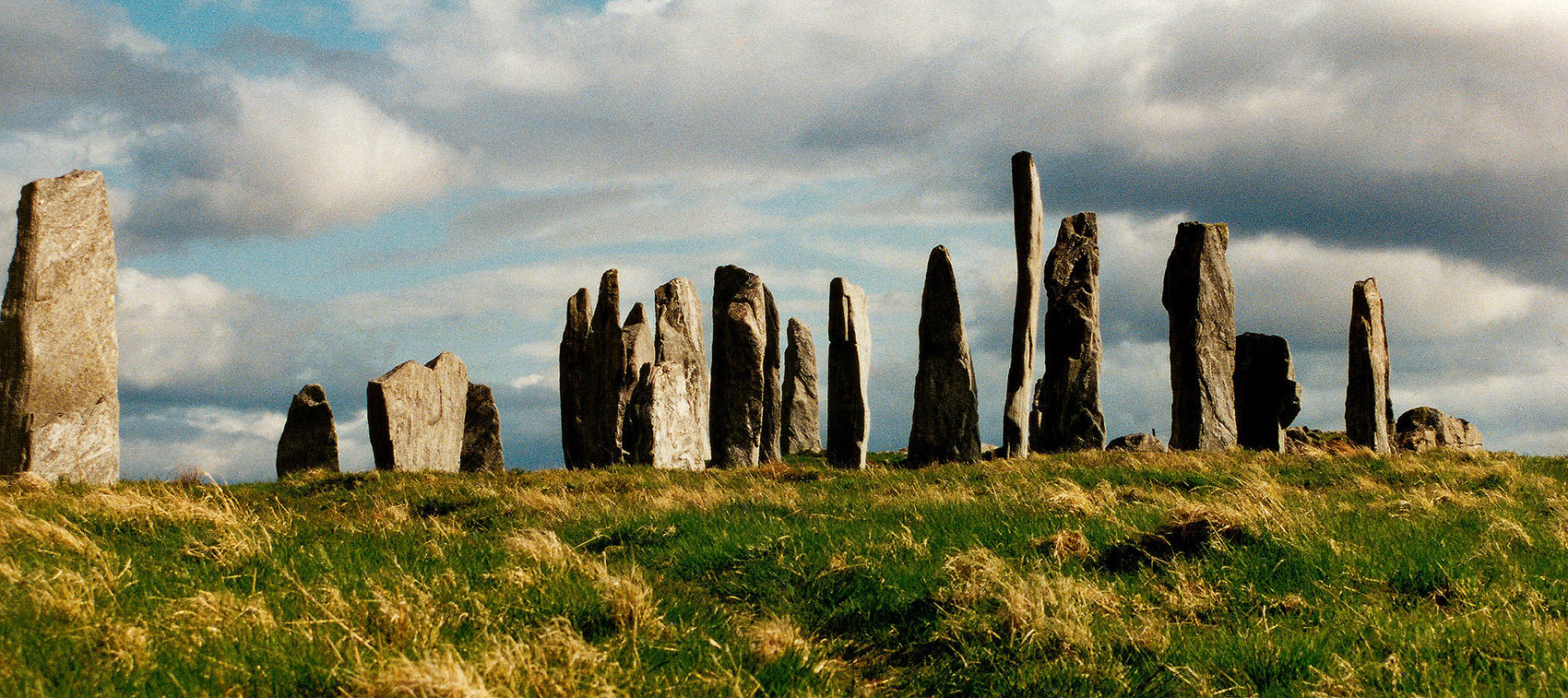
Kamienny krąg z Callanish

Pierwsze ślady ludzkiej bytności na Hebrydach pochodzą z okresu 8500–8250 p.n.e., z mezolitu. Wyspy w I tysiącleciu zostały zasiedlone przez Celtów. Klasztor założony przez świętego Kolumbę w 563 roku na wyspie Iona stał się ośrodkiem monastycyzmu celtyckiego, z którego prowadzono chrystianizację Piktów i Nortumbrii. W VIII wieku rozpoczęły się najazdy norweskich wikingów. W IX wieku Hebrydy znalazły się pod panowaniem Normanów, a w 1266 r. zostały włączone do Szkocji.
W czasach nowożytnych Hebrydy, położone poza obszarem niszczonym przez wojny, dzięki pomyślnie rozwijającej się uprawie ziemniaków, stanowiły region stabilizacji gospodarczej i społecznej. W XIX i XX w. nastąpiła emigracja gospodarcza do Australii i Kanady.

## Wpływ na kulturę
Od wysp wzięła tytuł skomponowana w 1829 roku przez Feliksa Mendelssohna uwertura koncertowa Hebrydy h-moll, op. 26. Marjory Kennedy-Fraser wydała trzy tomy Songs of the Hebrides (Pieśni Hebrydów) (1909, 1917, 1921), czwarty wolumin – From the Hebrides – kilka lat później. W 1913 roku Granville Bantock skomponował Hebridean Symphony  (którą dedykował Kennedy-Fraser), w 1920 roku balladę orkiestrową The Sea Reivers (porzucone scherzo z Hebridean Symphony) oraz Caristiona, A Hebridean Seascape (wersja zrewidowana 1943-44) – obydwa utwory opublikowane jako Two Hebridean Sea Poems .
Akcja eksperymentalnej gry komputerowej Dear Esther toczy się na jednej z hebrydzkich wysp.
Na Hebrydach – a konkretnie na Lewis – toczy się akcja trylogii Petera Maya „Wyspa Lewis”.
Hebrydy to także główne miejsce pobytu Davida Huntera w kryminale Simona Becketta „Zapisane w kościach”.